# Nemčiňany
Nemčiňany (Hongaars: Nemcsény) is een Slowaakse gemeente in de regio Nitra, en maakt deel uit van het district Zlaté Moravce.
Nemčiňany telt 716 inwoners.